# Murray Rothbard
Murray Newton Rothbard (født 2. marts 1926, død 7. januar 1995) var en amerikansk heterodoks økonom og politisk filosof, som ved sin død fremstod som en af de fremmeste fortalere for moderne højre-libertarianisme og anarkokapitalisme. Han var kraftigt påvirket af den heterodokse økonomiske retning, der kaldes den østrigske skole, og især af en af dens førende fortalere Ludwig von Mises, hvis forelæsninger ved New York University Stern School of Business han fulgte i 1950'erne. I 1960'erne og 70'erne udgav han flere bøger om USA's historie, typisk koncentreret omkring oprettelsen af den amerikanske centralbank Federal Reserve System (FED) og diverse finansielle kriser, blandt andet depressionen i 1930'erne. Derudover omhandlede hans bøger politik og økonomi. Som de fleste indenfor den østrigske skole var han stærkt kritisk over for FED og det gældende brøkreservebankvæsen, som han mente gjorde bankerne insolvente, eftersom de ifølge hans tankegang lånte penge ud, som de ikke havde. Det anså han for at være bedrageri, og han anbefalede derfor en tilbagevenden til guldstandarden.

## Bøger
- Man, Economy, and State (Full Text; ISBN 0-945466-30-7) (1962)
- The Panic of 1819. 1962, 2006 edition: ISBN 1-933550-08-2.
- America's Great Depression. (Full Text) (ISBN 0-945466-05-6. (1963, 1972, 1975, 1983, 2000)
- What Has Government Done to Our Money? (Full Text / Audio Book Arkiveret 26. februar 2009 hos  Wayback Machine) ISBN 0-945466-44-7. (1963)
- Economic Depressions: Causes and Cures (1969)
- Power and Market. ISBN 1-933550-05-8. (1970) (restored to Man, Economy, and State ISBN 0-945466-30-7, 2004)
- Education: Free and Compulsory. ISBN 0-945466-22-6. (1972)
- Left and Right, Selected Essays 1954-65 (1972)
- For a New Liberty: The Libertarian Manifesto (Full text / Audio book) ISBN 0-945466-47-1. (1973, 1978)
- The Essential von Mises (1973)
- The Case for the 100 Percent Gold Dollar. ISBN 0-945466-34-X. (Full Text / Audio Book Arkiveret 26. februar 2009 hos  Wayback Machine) (1974)
- Egalitarianism as a Revolt Against Nature and Other Essays ISBN 0-945466-23-4. (1974)
- Conceived in Liberty (4 vol.) ISBN 0-945466-26-9. (1975-79)
- Individualism and the Philosophy of the Social Sciences. ISBN 0-932790-03-8. (1979)
- The Ethics of Liberty (Full Text / Audio Book Arkiveret 26. april 2009 hos  Wayback Machine) ISBN 0-8147-7559-4. (1982)
- The Mystery of Banking ISBN 0-943940-04-4. (1983)
- Ludwig von Mises: Scholar, Creator, Hero. OCLC 20856420. (1988)
- Freedom, Inequality, Primitivism, and the Division of Labor. Full text (included as Chapter 16 in Egalitarianism above) (1991)
- The Case Against the Fed ISBN 0-945466-17-X. (1994)
- An Austrian Perspective on the History of Economic Thought (2 vol.) ISBN 0-945466-48-X. (1995)
- Wall Street, Banks, and American Foreign Policy. (Full Text) with an introduction by Justin Raimondo. (1995)
- Making Economic Sense. ISBN 0-945466-18-8. (1995, 2006)
- Logic of Action (2 vol.) ISBN 1-85898-015-1 og ISBN 1-85898-570-6. (1997)
- The Austrian Theory of the Trade Cycle and Other Essays. ISBN 0-945466-21-8. (also by Mises, Hayek, & Haberler)
- Irrepressible Rothbard: The Rothbard-Rockwell Report Essays of Murray N. Rothbard. (Full Text.) ISBN 1-883959-02-0. (2000)
- A History of Money and Banking in the United States. ISBN 0-945466-33-1. (2005)
- The Libertarian Forum|The Complete Libertarian Forum (2 vol.) (Full Text) ISBN 1-933550-02-3. (2006)
- Economic Controversies (to be published 2007)
- The Betrayal of the American Right ISBN 978-1-933550-13-8 (2007)